# Pollice verso

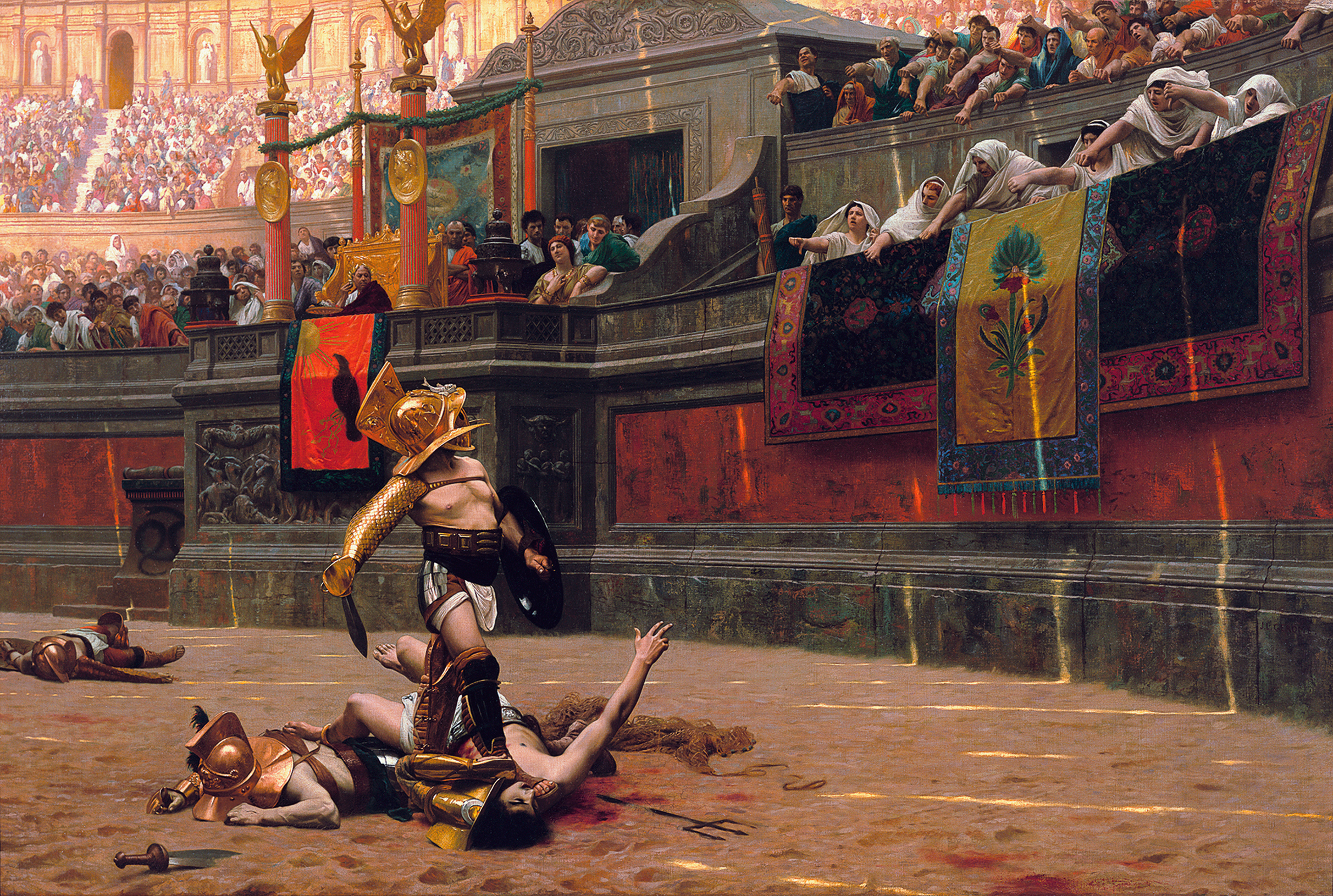
Pollice Verso, un dipinto di Jean-Léon Gérôme del 1872 (Phoenix Art Gallery).

Pollice verso o verso pollice (in italiano: "con il pollice capovolto") è un'espressione latina usata nelle lotte fra gladiatori. Si riferisce al gesto della mano usato dalle folle nell'antica Roma per decidere la sorte di un gladiatore sconfitto. Nella lingua italiana la sola espressione "fare pollice verso" ha successivamente assunto il significato di "avversare", "condannare".

## Fonti classiche
Sul gesto le fonti sono scarse e discordanti. Un passo delle Satire di Giovenale («verso pollice vulgus cum iubet») sembra dare spazio alla circostanza, ma le fonti storiche propriamente dette non ne parlano. Prudenzio, in Contra Symmachum 2.1096, usa il verbo convertere: 
«Et, quoties victor ferrum jugulo inserit, illa delicias ait esse suas, pectusque jacentis virgo modesta jubet converso pollice rumpi». 
Altre espressioni sono pollicem premere e pollex infestus.
In realtà, in tutti i passi latini, il problema verte su quale sia il senso da dare all'espressione "verso pollice" o "converso pollice" o simili, se cioè "pollice girato" debba intendersi all'insù o all'ingiù. L'interpretazione è incerta. È probabile che non fosse usato il pollice rivolto in basso per richiedere la morte per il gladiatore, ma, contrariamente a quello che si vede nei film, a decretarne la morte era proprio il pollice rivolto verso l'alto o disposto orizzontalmente. Questa gestualità, che ricorda una spada sguainata, era indicata con l'espressione pollex versus. Al contrario, il pollice nel pugno chiuso (spada nel fodero) risparmiava la vita al gladiatore perdente.
Nel 1997, nel sud della Francia, fu scoperto un medaglione romano del II o III secolo, su cui è raffigurato un giudice nell'atto di premere il pollice nel pugno chiuso, accanto a due gladiatori, con l'iscrizione «quelli in piedi verranno liberati».

## L'equivoco
A far diffondere l'interpretazione oggi comune fu, nel 1872, il quadro Pollice verso di Jean-Léon Gérôme. Esso mostra le vergini vestali che mostrano le mani con il pollice rivolto verso il basso per chiedere a un mirmillone nell'arena la morte del gladiatore appena sconfitto. Riesumando il tema del "pollice verso" il pittore francese contribuì a diffondere l'interpretazione erronea del gesto che oggi è più popolare.
Il quadro ebbe una forte influenza sul film Il gladiatore: il regista Ridley Scott racconta infatti che i produttori, al momento di proporgli il film, gli avevano presentato una copia del dipinto prima ancora di consegnargli la sceneggiatura. Pur venuto in un secondo tempo a conoscenza del possibile errore si sarebbe comunque adeguato alla cultura popolare, al fine di non disorientare il pubblico, dirigendo l'imperatore Commodo nel familiare gesto del pollice all'ingiù.